# 趙巷鎮
趙巷鎮（ちょうこうちん）は中国上海市青浦区に位置する鎮。鎮人民政府の所在地は趙興路90号。
居民委員会（趙巷、北崧、新鎮）、社区（金葫蘆、金葫蘆第二）、村民委員会（南崧、方夏、和睦、垂姚、沈涇塘、崧沢、中歩、金匯）を管轄する。